# Tour of Hainan
Tour of Hainan – wyścig kolarski rozgrywany na terenie Chin, corocznie w listopadzie. Pierwsza edycja tego wyścigu odbyła się w 2006, a pierwszym zwycięzcą był Siergiej Kolesnikow. W 2007  zwycięzcą wyścigu został Robert Radosz.

## Lista zwycięzców
| Rok  | Pierwsze            | Drugie                      | Trzecie             |
| ---- | ------------------- | --------------------------- | ------------------- |
| 2006 | Siergiej Kolesnikow | Satoshi Hirose              | Yoshiyuki Abe       |
| 2007 | Robert Radosz       | Roman Klimov                | Pascal Hungerbühler |
| 2008 | Boris Szpilewskij   | David McCann                | Błażej Janiaczyk    |
| 2009 | Francisco Ventoso   | Grega Bole                  | Witalij Buc         |
| 2010 | Walentin Iglinski   | Johnnie Walker              | Aleksiej Markow     |
| 2011 | Walentin Iglinski   | Reinardt Janse van Rensburg | Alexander Schmitt   |
| 2012 | Dmitrij Gruzdiew    | Walentin Iglinski           | Tobias Ludvigsson   |
| 2013 | Moreno Hofland      | Frédéric Amorison           | Tom Leezer          |
| 2014 | Julien Antomarchi   | Niccolò Bonifazio           | Andriej Zejc        |
| 2015 | Sacha Modolo        | Andriej Zejc                | Julien El Fares     |
| 2016 | Aleksiej Łucenko    | Przemysław Niemiec          | Matej Mohorič       |
| 2017 | Jacopo Mosca        | Benjamín Prades             | Emīls Liepiņš       |
| 2018 | Fausto Masnada      | Gino Mäder                  | Julien El Fares     |
| 2023 | Óscar Sevilla       | Sebastian Berwick           | James Piccoli       |
| 2024 | Aaron Gate          | Henok Mulubrhan             | Filippo Magli       |